# Cub Records
Cub Records war ein US-amerikanisches Schallplattenlabel, das zwischen 1958 und 1968 aktiv war.

## Geschichte

Erster Erfolg:
The Impalas mit „Sorry“

Neustart 1967
mit Nummer 9150

Im März 1958 gründete das New Yorker Entertainment-Unternehmen Loews Incorporated das Schallplattenlabel Orbit Records als Tochter der Schallplattenfirma MGM Records. Kurz nach der Gründung wurde festgestellt, dass es in den USA bereits drei Plattenfirmen gleichen Namens gab. Daraufhin nannte man das Label am 31. März in Cub Records um. Die drei bisher unter Orbit veröffentlichten Singles wurden umetikettiert. Bis 1960 trugen alle produzierten Singles den Aufdruck „Cub Records – A product of Loew’s Incorporated“. Wie MGM sollte Cub Popmusik veröffentlichen und hatte von Beginn an zahlreiche Popmusik-Gruppen im Programm. Bereits im ersten Produktionsjahr 1958 wurden Singles mit sechs verschiedenen Gruppen veröffentlicht. Mit der Doo-Wop-Gruppe The Wanderers wurden elf Singles produziert, sie liegen damit an der Spitze der Cub-Produktionen. Die erfolgreichste Gruppe bei Cub waren die Impalas, die ebenfalls Doo-Wop-Musik machten. Mit dem Titel Sorry erreichten sie im Frühjahr 1959 Platz zwei in den Hot 100 des US-Musikmagazins Billbord.
Erfolgreichster Interpret war Rhythm-and-Blues-Sänger Jimmy Jones, der mit Handy Man einen Welterfolg hatte und bis 1961 insgesamt viermal in den Hot 100 platziert war. Sein 1961er Titel I Told You So war bereits der letzte von sechs Cub-Songs, die in die US-Charts kamen. Mehrere Interpreten veröffentlichten am Anfang ihrer Karriere Singles bei Cub, wie z. B. Al Martino, Wilson Pickett oder Johnny Rivers. Außerdem verlegte Cub in Lizenz einige erfolgreiche britische Interpreten, so Russ Conway und Adam Faith. Neben den Singles produzierte Cub in den ersten beiden Jahren seines Bestehens acht Musikalben, unter anderem auch mit den Impalas und Russ Conway.
Im März 1960 wurde auf den Plattenetiketten der Firmenaufdruck geändert, es erschien nun der Wortlaut „A Product of MGM Records – A division of Metro-Goldwyn-Mayer Inc.“ 1963 stellte Cub seine Produktion nach 127 Singles ein (Katalognummer 9127) und kehrte erst im Oktober 1967 mit der Katalognummer 9150 und einem neugestalteten Plattenetikett wieder auf den Markt zurück. Die Wiederbelebung brachte den Erfolg nicht zurück, sodass Cub Records im Juli 1968 nach der Single-Katalognummer 9162 und einem neunten Album endgültig den Betrieb einstellte. In den acht Jahren Produktion wurden mit 105 Interpreten 141 Singles und neun Alben veröffentlicht.

## Interpreten mit den meisten Singles
- The Wanderers (11)
- Jimmy Jones (9)
- Russ Conway (4)
- Jimmy Williams (4)
- The Impalas (4)
- Varetta Dillard (3)
- Adam Faith (3)
- The Five Satins (3)
- The Stereos (3)
- The Velours (3)

## Titel in den Billboard Hot 100
| Eintritt   | Titel               | Interpreten | Katalog-Nr. | Platz |
| 16.03.1959 | Sorry               | The Impalas | 9022        | 02    |
| 22.06.1959 | Oh What a Fool      | The Impalas | 9022        | 86    |
| 28.12.1959 | Handy Man           | Jimmy Jones | 9049        | 02    |
| 18.04.1960 | Good Timin'         | Jimmy Jones | 9067        | 03    |
| 11.07.1960 | That's When I Cried | Jimmy Jones | 9072        | 83    |
| 27.03.1961 | I Told You So       | Jimmy Jones | 9072        | 85    |

## Musikalben

„Take Off in Sound“
Album mit Marla Smith

| Titel                          | Interpret               | Katalog-Nr. | veröffentl. |
| Take Off in Sound              | Marla Smith             | 8001        | 01958       |
| Mamie Webster Sings W.C. Handy | Mamie Webster           | 8002        | 01/1959     |
| The Impalas                    | The Impalas             | 8003        | 07/1959     |
| Big Banjo Band                 | Bob Domenick            | 8004        | 07/1959     |
| Happy Honky Tonk Piano         | Russ Conway             | 8005        | 10/1959     |
| Spirituals                     | Soul Seekers            | 8006        | 11/1959     |
| Mississippi Melody             | Knightsbridge Orchestra | 8007        | 11/1959     |
| Fancy Fiddlin’ Country Style   | Howdy Forrester         | 8008        | 12/1959     |
| Groovin’ Strings and Things    | The Nitty Gritty        | 80000       | 06/1968     |